# Badminton-Seniorenweltmeisterschaft 2007
Die Badminton-Seniorenweltmeisterschaft 2007 fand vom 24. bis zum 29. April 2007 in Taipeh statt.

## Sieger und Platzierte 35+
| Disziplin    | Gold                        | Silber                        | Bronze                         |
| ------------ | --------------------------- | ----------------------------- | ------------------------------ |
| Herreneinzel | Sanjay Mishra               | Herman Laksono                | Aoki Shinya                    |
| Herreneinzel | Sanjay Mishra               | Herman Laksono                | Su Chih-ming                   |
| Dameneinzel  | Marika Werner               | Heike Voigt                   | Ponam Tatwadi                  |
| Dameneinzel  | Marika Werner               | Heike Voigt                   | Yasuyo Matsumura               |
| Herrendoppel | Rudy Wijaya Herman Laksono  | Lin Wen-chen Chiang Chin-jung | Martin Brameyer Carsten Loesch |
| Herrendoppel | Rudy Wijaya Herman Laksono  | Lin Wen-chen Chiang Chin-jung | Yukio Miyoshi Kenji Miyoshi    |
| Damendoppel  | Sun Tsai-ching Lee I-shi    | Heike Voigt Marika Werner     | Chen Shu-jen Lin Man-ling      |
| Mixed        | Lu Cheng-chung Lin Man-ling | Thomas Knaack Heike Voigt     | Kenji Miyoshi Noriko Yamamoto  |

## Sieger und Platzierte 40+
| Disziplin    | Gold                               | Silber                            | Bronze                                |
| ------------ | ---------------------------------- | --------------------------------- | ------------------------------------- |
| Herreneinzel | Liu En-hung                        | Bernd Schwitzgebel                | Pavel Kubis                           |
| Herreneinzel | Liu En-hung                        | Bernd Schwitzgebel                | Zdeněk Musil                          |
| Dameneinzel  | Christine Skropke                  | Petra Teichmann                   | Yoshiko Takano                        |
| Dameneinzel  | Christine Skropke                  | Petra Teichmann                   | Sangeeta Rajgopalan                   |
| Herrendoppel | Eddy Hartono Suganyanto Hadi       | Wong Wei Choy Ong Beng Teong      | Chou Tsai-chem Chiu Hsien-hsiang      |
| Herrendoppel | Eddy Hartono Suganyanto Hadi       | Wong Wei Choy Ong Beng Teong      | Wattana Ampunsuwan Teerachai Jaruwast |
| Damendoppel  | Kang Chia-yi Feng Mei-ying         | Christine Skropke Petra Teichmann | Gitte Kruse Hanne Bertelsen           |
| Damendoppel  | Kang Chia-yi Feng Mei-ying         | Christine Skropke Petra Teichmann | Nudee Pongkhan Nisarat Thienthong     |
| Mixed        | Bernd Schwitzgebel Petra Teichmann | Holger Wippich Christine Skropke  | Per Juul Ulrich Gitte Kruse           |
| Mixed        | Bernd Schwitzgebel Petra Teichmann | Holger Wippich Christine Skropke  | Chiu Hsien-hsiang Chen Chiu-mei       |

## Sieger und Platzierte 45+
| Disziplin    | Gold                               | Silber                            | Bronze                                  |
| ------------ | ---------------------------------- | --------------------------------- | --------------------------------------- |
| Herreneinzel | Chang Wen-sung                     | Pornroj Banditpisuit              | Thomas Herttrich                        |
| Herreneinzel | Chang Wen-sung                     | Pornroj Banditpisuit              | Per Juul Ulrich                         |
| Dameneinzel  | Heidi Bender                       | Uschi Herttrich                   | Ellen Aagard                            |
| Dameneinzel  | Heidi Bender                       | Uschi Herttrich                   | Noriko Yamamoto                         |
| Herrendoppel | Chang Wen-sung Huang Cheng-lung    | Ertanto Kuania Simbarsono Sutanto | Toshiyuki Kamiya Hisao Ochiai           |
| Herrendoppel | Chang Wen-sung Huang Cheng-lung    | Ertanto Kuania Simbarsono Sutanto | Worapoj Chantakij Pornroj Banditpisuit  |
| Damendoppel  | Heidi Bender Ellen Aagard          | Chang Tin-chun Yang Jui-chu       | Reggie Baker Andi Stretch               |
| Damendoppel  | Heidi Bender Ellen Aagard          | Chang Tin-chun Yang Jui-chu       | Sudtheera Punyathorn Nipatra Srinavakul |
| Mixed        | Simbarsono Sutanto Maria Fransisca | Roger Taylor Andi Stretch         | Lin Chien-chen Hwang Hsiu-chi           |
| Mixed        | Simbarsono Sutanto Maria Fransisca | Roger Taylor Andi Stretch         | Bobby Ertanto Ruth Damayanti            |

## Sieger und Platzierte 50+
| Disziplin    | Gold                                   | Silber                                  | Bronze                          |
| ------------ | -------------------------------------- | --------------------------------------- | ------------------------------- |
| Herreneinzel | Yury Smirnov                           | Dan Travers                             | Yang We-chen                    |
| Herreneinzel | Yury Smirnov                           | Dan Travers                             | Ryuji Ikeda                     |
| Dameneinzel  | Christine Black                        | Anne-Lise Pedersen                      | Su Li-ying                      |
| Dameneinzel  | Christine Black                        | Anne-Lise Pedersen                      | Masako Enta                     |
| Herrendoppel | Attakorn Maensamut Taveesup Waranusast | Sarit Pisudchaikul Jiamsak Panitchaikul | Songsin Putong Trirong Limsakul |
| Herrendoppel | Attakorn Maensamut Taveesup Waranusast | Sarit Pisudchaikul Jiamsak Panitchaikul | Dan Travers Leon Douglas        |
| Damendoppel  | Huang Hsiu-chi Lim Shour               | Sugako Morita Kimiko Tsuchiya           | Christine Black Pamela Dallow   |
| Damendoppel  | Huang Hsiu-chi Lim Shour               | Sugako Morita Kimiko Tsuchiya           | Harumi Kokufuda Toshiko Sato    |
| Mixed        | Dan Travers Christine Black            | Peter Emptage Pamela Dallow             | Lin Jeng-chen Yang Chi-mei      |
| Mixed        | Dan Travers Christine Black            | Peter Emptage Pamela Dallow             | Leon Douglas Pauline Davis      |

## Sieger und Platzierte 55+
| Disziplin    | Gold                               | Silber                            | Bronze                             |
| ------------ | ---------------------------------- | --------------------------------- | ---------------------------------- |
| Herreneinzel | Terje Dag Østhassel                | John Gardner                      | Kamaluddin Lee                     |
| Herreneinzel | Terje Dag Østhassel                | John Gardner                      | Brian Wallwork                     |
| Dameneinzel  | Pauline Davis                      | Betty Bartlett                    | Setsuko Sasaki                     |
| Dameneinzel  | Pauline Davis                      | Betty Bartlett                    | Sayoko Maeda                       |
| Herrendoppel | Suwat Poonumphai Chaiwat Hanthanom | Nopadol Kulsavete Anon Dejkraisak | John Gardner Peter Emptage         |
| Herrendoppel | Suwat Poonumphai Chaiwat Hanthanom | Nopadol Kulsavete Anon Dejkraisak | Terje Dag Østhassel Per Dabelsteen |
| Damendoppel  | Sumiko Kaneko Yuriko Okemoto       | Betty Bartlett Pauline Davis      | Akiko Nikaido Kiyoko Furuhashi     |
| Damendoppel  | Sumiko Kaneko Yuriko Okemoto       | Betty Bartlett Pauline Davis      | Kazumi Katayama Yasuko Kataito     |
| Mixed        | Brian Wallwork Betty Bartlett      | Shinjiro Matsuda Teiko Takura     | Christian Hansen Irene Sterlie     |
| Mixed        | Brian Wallwork Betty Bartlett      | Shinjiro Matsuda Teiko Takura     | Cheng Jia-yan Lai Hsiu-yueh        |

## Sieger und Platzierte 60+
| Disziplin    | Gold                                  | Silber                                     | Bronze                         |
| ------------ | ------------------------------------- | ------------------------------------------ | ------------------------------ |
| Herreneinzel | Chaisak Thongdejsri                   | Kanehiro Koyama                            | Takemi Ashihara                |
| Herreneinzel | Chaisak Thongdejsri                   | Kanehiro Koyama                            | Anthony Knott                  |
| Dameneinzel  | Sumiko Kaneko                         | Renate Gabriel                             | Renate Knötzsch                |
| Herrendoppel | Chaisak Thongdejsri Seri Chantanaseri | Apirat Siwapornpitak Pornchai Sakuntaniyom | Halim Susanto Yeo Ah Seng      |
| Herrendoppel | Chaisak Thongdejsri Seri Chantanaseri | Apirat Siwapornpitak Pornchai Sakuntaniyom | Leong Kim Swee John Ho Tze Fah |
| Damendoppel  | Junko Yoneguchi Keiko Oda             | Renate Knotzsch Renate Gabriel             | Grete Steenberg Kaya Garbrecht |
| Mixed        | Masaki Furuhashi Junko Yoneguchi      | Knud Danielsen Kaya Garbrecht              | Jorgen Jaeger Grete Steenberg  |
| Mixed        | Masaki Furuhashi Junko Yoneguchi      | Knud Danielsen Kaya Garbrecht              | Tateo Chiba Keiko Oda          |